# Jason Wiles
 (mars 2019).
Si vous disposez d'ouvrages ou d'articles de référence ou si vous connaissez des sites web de qualité traitant du thème abordé ici, merci de compléter l'article en donnant les références utiles à sa vérifiabilité et en les liant à la section « Notes et références ».
Jason Wiles est un acteur américain né le 25 avril 1970 à Kansas City, dans le Missouri.

## Biographie
Il fut élevé à Lenexa, au Kansas dans une famille d'origine britannique. Après avoir accompli plusieurs petits boulots, il participa au clip "Always" de Jon Bon Jovi. À la suite de cela, Wiles se lance dans le cinéma en 1990, travaillant dans l'équipe technique de Mr. & Mrs. Bridge (filmé en partie dans la région de Kansas City). Peu de temps après, il fait également partie de l'équipe technique du film tiré de la nouvelle de Stephen King Sometimes They Come Back, dans lequel il joue également comme figurant.
Il part ensuite pour Los Angeles, où, utilisant ses contacts professionnels tissés lors des tournages, il tourne dans quelques spots publicitaires. En 1995, il tourne pour la première fois dans la série télévisée Beverly Hills 90210 dans le rôle de Colin Robbins. En 1999, il passe avec succès une audition pour le rôle de Maurice 'Bosco' Boscorelli dans la série New York 911. Il fera partie de la distribution de cette série pendant les six saisons, de 1999 à 2005.
Pendant l'été 2002, Wiles joue dans Mass Appeal à la Cape Playhouse avec Malachy McCourt.
Il est papa d'une fille, Georgia Blue, née le 30 juillet 2001 et d'un garçon, Wilke Jackson, né le 17 juin 2004.

## Filmographie

### Acteur

#### Au cinéma
- 1995 : Windrunner  : Greg Cima
- 1995 :Fièvre à Columbus University  : Wayne
- 1995 : Angel's Tide : ?
- 1997 : Kitchen Party : Steve
- 1999 : Matters of Consequence : Jake
- 2004 :  Open House (video) : Chuck Baker
- 2005 : Heart of the Beholder : Deetz
- 2005 : Match en famille (Kicking and Screaming) : Skippy
- 2007 : Zodiac : Lab Tech Dagitz
- 2009 : Le Beau-père : Dylan Bennet
- 2012 : MoniKa : Reagan
- 2013 : The Jogger :  Malcolm

#### À la télévision
- 1991 :  Vengeance diabolique (téléfilm) : l'un des étudiants
- 1990 :  CBS Schoolbreak Special  : S10 E4 (Big Boys Don't Cry ) : Tony Walters
- 1994 :  Roadracers  (téléfilm) : Teddy Leather
- 1995 - 1996 :  Beverly Hills 90210 Saison 6, 32 épisodes) : Colin Robbins
- 1997 :  The Underworld (téléfilm) : ?
- 1997 :  Out of Nowhere (téléfilm) : Brad Johnson
- 1998 :  Faits l'un pour l'autre (saison 1, 13 épisodes) : Michael McGrail
- 1999 - 2005 :  New York 911 (132 épisodes) : Officier Maurice Boscorelli
- 2002 :  Urgences : S8 E19 (Frères et sœurs 1re partie) : Officer Maurice Boscorelli (crossover)
- 2005 :  The Commuters (téléfilm) : Eric
- 2005 :  Commander in Chief  : Alex Williams
  - S1 E2 : Le choix des armes
  - S1 E3 : Première frappe
  - S1 E4 : Guerre froide
  - S1 E5 : Le Revers de la médaille
- 2006 :  A House Divided  (téléfilm) : Tom Sampson
- 2006 :  Six Degrees : S1 E3 (L'Autre Facette) : Charlie
- 2006 :  Esprits criminels : S2 E4 (Mise à nu) : Unsub Sheppard
- 2007 :  American Wives : Sgt Peter Belgrad
  - S1 E3 : Haut et fort
  - S1 E4 : Prise d'otages
- 2008 :  Living Hell (téléfilm) : Glenn Freeborn
- 2008 :  US Marshals : Protection de témoins (In Plain Sight) : S1 E10 (Mourir en héros) : Detective Robert Patrone / Robert Eps
- 2010 :  Boston's Finest (téléfilm) : Ryan Holt
- 2010 :  Esprits criminels : S5 E18 (Travail d'équipes) : Ben McBride
- 2010 :  Persons Unknown (saison 1, 13 épisodes) : Joe Tucker
- 2010 : New York, unité spéciale (saison 12, épisode 6) : Alexander Gammon
- 2011 :  Super Hero Family : S1 E12 (Le Frangin) : Mike Powell
- 2011 :  Castle : S3 E15 (Aveuglement) : Damian Westlake
- 2011 :  Les Experts : Manhattan :  John Curtis
  - S8 E7 : Cruelles chutes 1re partie
  - S8 E8 : De vieilles connaissances 2e partie
  - S8 E9 : ... les grands remèdes 3e partie
- 2013 : The Bridge (2 épisodes) : Paul
- 2014 : Sketchy (1 épisode)
- 2014 : Stalker (1 épisode) : Tom Wade
- 2015 : Scream : shérif Clark Hudson
- 2017 : Traquée par mon mari (téléfilm) : Darren
- 2017 : In the Rough (7 épisodes) : Larry McCracken
- 2018 : S.W.A.T. : Sergent Vandelli
- 2021 : NCIS : Enquêtes spéciales :  Paul Lemere (S19 E2 & E3)
- 2024: The Rookie : Jeff Budny (S6 E4)

### Clip
- 1994 :  Bon Jovi : Always (clip)

### Producteur
- 2004 : Open House  (vidéo)
- 2007 : Lenexa, 1 Mile
- 2007 : Twins (court-métrage)
- 2008 : Play Dead (vidéo)
- 2017 : In the Rough (7 épisodes)

### Réalisateur
- 2007 : Lenexa, 1 Mile (2007)
- 2008 : Play Dead (vidéo)
- 2013 : Sketchy (1 épisode)
- 2017 : In the Rough (7 épisodes)

### Scénariste
- 2007 : Lenexa, 1 Mile (2007)
- 2008 : Play Dead
- 2017 : In the Rough (7 épisodes)